# Заслуженный артист Республики Беларусь
«Заслу́женный арти́ст Респу́блики Белару́сь» (бел. «Заслужаны артыст Рэспублікі Беларусь») — почётное звание, входящее в систему государственных наград Беларуси. Присваивается распоряжением президента Беларуси прославленным деятелям культуры и искусств.

## Порядок присваивания

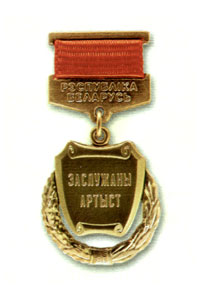
Изображение награды до 2020 года

Присваиванием почётных званий Республики Беларусь занимается президент Республики Беларусь, решение о присвоении оформляется его указами. Государственные награды (в том числе почётные звания) вручает лично президент либо его представители. Присваивание почётных званий Республики Беларусь производится на торжественной церемонии, государственная награда вручается лично награждённому, а в случае присваивания почётного звания выдаётся и свидетельство. Лицам, удостоенным почётных званий Республики Беларусь, вручают нагрудный знак.

## Требования
Почётное звание «Заслуженный артист Республики Беларусь» присваивается высокопрофессиональным артистам, режиссёрам, балетмейстерам, дирижёрам, хормейстерам, музыкальным исполнителям, работающим в сфере искусства десять и более лет, а артистам балета с учётом специфики их жанра — пять и более лет, — и создавшим высокохудожественные образы, спектакли, кинофильмы, телеспектакли, телефильмы, концертные, эстрадные, цирковые программы, музыкальные, телевизионные и радиопроизведения, которые получили общественное признание.